# Gangneung Hockey Centre
Das Gangneung Hockey Centre (koreanisch 강릉 아이스하키I 경기장) ist ein Eisstadion in der südkoreanischen Küstenstadt Gangneung.
Die Halle war eine von zwei Austragungsstätten des olympischen Eishockeyturniers 2018. Alle Spiele der Männerteams und die Medaillenentscheidungen wurden dort stattfinden. In der Halle wurde auch das Sledge-Eishockey-Turnier der Winter-Paralympics 2018 ausgetragen. Als Testereignis fand im April 2017 die Para-Eishockey-Weltmeisterschaft in Gangneung statt.
Im Vorfeld der olympischen und paralympischen Turniere fanden zwischen dem 2. und 8. April 2017 die Turniere der Eishockey-Weltmeisterschaft der Frauen der Division IIA sowie der U18-Junioren der Division IIA in dem Neubau statt. Im Jahr 2020 erfolgt die Austragung der Weltmeisterschaft der U20-Junioren der Division IIB.
Die Kosten des vierstöckigen Baus, der im Juli 2014 begann, werden auf 108 Milliarden Won (etwa 90 Millionen US-Dollar) geschätzt. Die Nachnutzung ist unsicher, da Eishockey im Gegensatz zu Eiskunstlauf und Shorttrack in Südkorea zu wenig beliebt ist. Die Organisatoren lehnten eine Verlegung des Eishockeyturniers nach Seoul ab und sind bereit, die Halle abzureißen, falls sich keine Nachnutzung ergibt. Ein Abriss könnte weitere 100 Milliarden Won kosten.